# Charles Grimes
Charles Livingston Grimes (født 9. juli 1935 i Washington, D.C., død 5. februar 2007) var en amerikansk roer og olympisk guldvinder.

## Sportskarriere
Grimes var en alsidig sportsmand, der med sine 2,00 m og 99 kg havde naturlige fortrin som amerikansk fodboldspiller. Han dyrkede da også denne sport i to år, mens han gik på Yale University, men derudover spillede han også basketball og dyrkede roning. I 1956 var han med i universitetets otter, der besejrede Harvard University, men tabte Eastern Sprints. Det blev dog Yale-båden, der vandt OL-udtagelsen og dermed repræsenterede USA ved OL 1956 i Melbourne, hvor amerikanerne var favoritter, da amerikanske ottere havde vundet guld ved alle de olympiske lege, de havde stillet op i. I indledende runde blev de dog kun nummer tre og måtte i opsamlingsheat, som de så vandt sikkert, og i semifinalen vandt de også, inden de i finalen først gik i spidsen lidt efter midtvejspunktet i løbet. Ulig finalerne i tidligere lege lykkedes det ikke amerikanerne at trække afgørende fra mod slutningen, og selv om  de vandt, var canadierne blot et par sekunder efter på andenpladsen, mens australierne fik bronze, yderligere et par sekunder bagud. Besætningen i den amerikanske båd bestod ud over Grimes af David Wight, John Cooke, Don Beer, Tom Charlton, Rusty Wailes, Bob Morey, Caldwell Esselstyn og styrmand William Becklean. Der deltog i alt 10 både i konkurrencen.

## Videre karriere
Grimes studere efter collegetiden på Yale jura og blev senere uafhængig finansrådgiver og investor. Han var gift med Jane Brown Grimes, der i en periode var formand for USA's tennisforbund.

## OL-medaljer
- 1956:  Guld i otter